# Thora Melsted
Þóra Melsteð (Thora Charlotte Amalie Melsted), född 1823, död 1919, var en isländsk lärare.

## Biografi
Þóra Melsteð föddes i Skelskör på Själland den 18 december 1823. Hon var dotter till den isländska amtmannen Grímur Jónsson (1785–1849) och den danska Birgitte Cecile Breum (1792–1853). Hon växte upp på Island, där fadern hade tjänst 1824–1833, men flyttade sedan tillbaka till Danmark, då fadern var blev stadsfogde i Middelfart på Fyn. Hon bodde i Köpenhamn, där hon fick en bred utbildning i flera ämnen som på den tiden annars var vanligast för män. 
Þóra Melsteð flyttade tillbaka till Island 1846 för att ta hand om sin far. Hon och hennes syster Ágústa Johnsen (1821–1878) drev 1851–1853 en enkel liten flickpension i Reykjavík, som var Islands första skola för flickor. Skolan verkade fram till 1854 i det så kallade Dillonshús, vid Suðurgata 2 i Reykjavík. Eleverna lärde sig att sy, sticka, läsa, räkna, skriva, och även danska, tyska och kristendom. 1853–1859 tillbringade hon åter i Danmark. 1859 gifte hon sig med Páll Melsteð, en historiker, distriktskommissarie och ledamot av alltinget. De bodde i Reykjavík.
Þóra Melsteð engagerade sig i att främja kvinnors utbildning på Island, där det vid denna tid inte fanns några skolor för flickor alls. Hon kämpade för att upprätta en flickskola i flera år, samlade in pengar för skolan på olika sätt och gjorde en resa till Köpenhamn och Edinburgh år 1870 för att prata med olika viktiga människor om denna fråga. När hon återvände hem kallade hon olika kvinnor i Reykjavík till ett möte och uppmanade islänningarna att stödja inrättandet av en flickskola. Talet mottogs väl, och med gemensamma donationer och olika insamlingar i Danmark (90 % av beloppet kom därifrån), i Edinburgh, där hennes syster var lärare, och sedan på Island, lyckades man samla ihop tillräckligt med pengar för att år 1874 öppna Islands första skola för flickor, Kvennaskólinn í Reykjavík, som följdes av grundandet av andra skolor de följande åren. Þóra Melsteð var skolans rektor 1874–1902. 